# 大好き♡東北 定禅寺しゃべり亭
『大好き♡東北 定禅寺しゃべり亭』（だいすきとうほく じょうぜんじしゃべりてい）は、2019年4月6日から東北地方のNHK総合テレビジョンで放送されているNHK仙台放送局制作の地域情報番組・バラエティ番組。

## 概要
2019年4月6日に放送開始。NHK仙台放送局1階「定禅寺メディアステーション」からの公開生放送番組となっている。放送初回のゲストは村上弘明。前月まで放送していた『もりすた!』の放送時間短縮で、同番組での公開生放送が取り止めとなったため、実質「公開生放送枠」を引き継いだ形となる。
2025年4月から土曜日に収録を行い、翌日に放送する形に変更になる。

## 出演者
断りのない限り、NHKアナウンサー（元職員の石澤を除く）は、当番組出演当時仙台放送局所属アナウンサー。

### 現在の出演者
2025年4月以降
司会
- 岩﨑果歩（NHKアナウンサー、2024年4月6日[注釈 1] - ）[7]
- 小田井涼平（俳優、2025年4月6日 - ）

### 過去の出演者
司会
いずれも出演当時仙台放送局勤務、東京アナウンス室への異動に伴い降板した。
- 森下絵理香（2019年4月6日[1][2] - 2020年2月29日）
- 森田茉里恵（2020年4月4日 - 2022年2月26日）
- 宮﨑あずさ（2022年4月9日 - 2024年3月16日）
- ウド鈴木（キャイ〜ン）[1][2][8]（2019年4月26日 - 2025年3月15日）
- 石澤典夫（フリーアナウンサー・元NHKアナウンサー）[8]
- 柳澤秀夫（フリージャーナリスト・元NHK解説委員）[8]
  - 石澤と柳澤は交互の出演で[8]、原則として柳澤が毎月最終週に出演する[1][2]。
  - 2023年12月23日は石澤・柳澤は共に出演せず、丹沢研二（NHKアナウンサー）が代理司会を務めた。

リポーター
いずれも出演当時仙台放送局勤務。
- 猪股真衣（NHK仙台放送局契約キャスター、番組開始時 - 2024年3月16日）[1][2][8]
- 内藤美穂（NHK仙台放送局契約キャスター、2021年4月 - 2025年3月15日）[8]
- 赤坂理菜（NHK仙台放送局契約キャスター、2024年4月6日 - 2025年3月15日）[7]

## 放送時間
- 土曜日 11:10 - 11:54（2019年4月6日 - 2022年3月26日、祝日・年末年始を除く）[1][2][3]
- 土曜日 11:00 - 11:54（2022年4月9日 - 2025年3月15日、祝日・年末年始を除く）
  - スポーツ中継（高校野球など）放送時は休止となる。また、この番組の放送に伴い、東北地方以外で放送されている『ドキュメント72時間』の再放送（土曜日 11:25 - 11:54）が東北地方に限り、1週間遅れで放送されている。2019年度は土曜日 10:05 - 10:35[9]、2020年度以降は土曜日 9:30 - 10:00[10]に放送。
  - 年内最後の放送は総集編として、過去の放送を再編集したものを放送する（公開放送は中止）[11]。
  - 2020年度からは本番組を含めた9:58 - 11:54の枠を「ぎゅっと!東北」というゾーン枠と位置づけ、本番組を含めた11:54までは東北関連の番組を放送している。なお、9:58 - 10:00は本番組出演者がスタジオから同ゾーンで放送する番組の紹介を行うオープニング枠で、10時のNHKニュースを挟んで10:05から同ゾーンが開始する。
  - 2022年度から放送開始が11:00となり放送時間が10分拡大した。
- 日曜日 13:05 - 13:45（2025年4月6日 - 、祝日・年末年始を除く）

## 新型コロナウイルス感染拡大の影響
- 2020年4月から8月29日まで、新型コロナウイルス感染拡大の影響から、観客を入れた形での放送を取りやめ。
- 2020年4月7日に政府の新型コロナウイルス感染防止による緊急事態宣言が発せられた事に伴い、当初番組進行役として出演予定だったウド鈴木と石澤典夫のスタジオ出演が不可能となったため、NHK仙台放送局アナウンサーが代理出演し、進行役を務める。
  - 4月11日は、小寺康雄が代理出演。
  - 5月16日は、阿部悌が代理出演。
  - 5月23日は、真下貴が代理出演。
- 2020年5月23日の放送で、ゲストの加藤紀子は、コロナウイルス感染拡大の影響で、テレビ電話での出演となった。
- 2020年9月5日から公開放送を再開したが、宮城県に『まん延防止等重点措置』が講じられた事を受け、2021年4月17日放送分から、再び公開放送を中止した。

## その他
2019年11月30日放送分は、ゲストにキャイ〜ンを迎えた。その関係で、通常進行役のウド鈴木は、この日のみゲスト扱いとなった。
また天野ひろゆきは2023年6月10日放送分でもゲストとして出演。
実質キャイ～ン揃っての出演が二度目となった。
2021年1月16日放送分は、秋田から公開生放送を行った。これは、同日夜に秋田発地域ドラマ『金色の海』が放送されたためである。
2021年3月3日放送分からNHKプラスの「ご当地プラス」において、この番組もネット配信の対象となっている。
2022年1月22日放送分は、宮城県松島町からの出張生放送を行い、放送時間10分拡大の11:00からとなる（この日のゲストはコロッケ）。東京都に「蔓延防止措置」が発令された事や全国的に感染者数が再急増している事情から石澤は欠席し、NHK仙台放送局の男性アナウンサーが代理司会を務めた。